# Zäckwar
Zäckwar ist ein Ortsteil der Gemeinde Lanitz-Hassel-Tal im Burgenlandkreis in Sachsen-Anhalt.

## Geografie
Zäckwar liegt zwischen Apolda und Naumburg (Saale) am Rand der Finne, einem Bergrücken an der Landesgrenze Sachsen-Anhalt/Thüringen. Durch den Ort fließt der Kochelbach.

## Geschichte
Im Ort hatten verschiedene Grundherren Besitz, darunter u. a. die Herren von Balgstedt. Ab 1242 kam der Ort schrittweise durch Verkauf an das Kloster Pforta. Die Gerichte über Dorf und Flur Zäckwar erwarb das Kloster 1290. Die Kirche des Orts war eine Filiale von Spielberg. Nach der Säkularisation des Klosters Pforta im Jahr 1540 gehörte Zäckwar von 1543 bis 1815 zum kursächsischen Amt Pforta. Durch die Beschlüsse des Wiener Kongresses kam der Ort 1815 zu Preußen und wurde 1816 dem Landkreis Naumburg im Regierungsbezirk Merseburg der Provinz Sachsen zugeteilt, zu dem er bis zur Auflösung des Kreises 1932 gehörte.
Das genaue Eingemeindungsdatum von Zäckwar nach Spielberg ist unbekannt. Mit der Eingemeindung von Spielberg und seinen Ortsteilen gehörte Zäckwar seit dem 17. Oktober 2004 zur Gemeinde Taugwitz. Seit dem Zusammenschluss der Gemeinden Möllern und Taugwitz am 1. Juli 2009 ist Zäckwar ein Ortsteil der neuen Gemeinde Lanitz-Hassel-Tal.

## Verkehr
Südlich des Ortsteils verläuft durch den Nachbarort Poppel die Bundesstraße 87 von Apolda nach Naumburg (Saale). Durch den Ort verläuft der Ökumenische Pilgerweg von Görlitz nach Vacha.